# Callogorgia americana
Callogorgia americana is een zachte koraalsoort uit de familie Primnoidae. De koraalsoort komt uit het geslacht Callogorgia. Callogorgia americana werd in 2002 voor het eerst wetenschappelijk beschreven door Cairns & Bayer. 